# Allophyes pseudasiatica
Allophyes pseudasiatica är en fjärilsart som beskrevs av Charles Boursin 1957. Allophyes pseudasiatica ingår i släktet Allophyes och familjen nattflyn. Inga underarter finns listade i Catalogue of Life.